# Leptamma flexuosa
Leptamma flexuosa is een vlinder uit de familie van de spinneruilen (Erebidae). De wetenschappelijke naam van deze soort is voor het eerst voorgesteld als Achaea flexuosa door Alice Ellen Prout in een publicatie uit 1927.
De soort komt voor in Kameroen, São Tomé en Gabon.